# Hryhorij Dańko
Hryhorij Wołodymyrowycz Dańko (ukr. Григорій Володимирович Данько; ros. Григорий Владимирович Данько, Grigorij Władimirowicz Dańko; ur. 25 października 1956) – radziecki zapaśnik startujący w stylu wolnym.
Brązowy medalista mistrzostw świata w 1981. Drugi w Pucharze Świata w 1981 roku.
Mistrz ZSRR w 1981; drugi w 1982; trzeci w 1978 i 1980 roku.
Jego syn Taras Dańko, był również zapaśnikiem. Zdobył brązowy medal na igrzyskach w Pekinie 2008.